# Cuộc đua xe đạp tranh Cúp truyền hình Thành phố Hồ Chí Minh 1996
Cuộc đua xe đạp toàn quốc tranh Cúp truyền hình Thành phố Hồ Chí Minh 1996 là giải đấu lần thứ tám của Cuộc đua xe đạp toàn quốc tranh Cúp truyền hình Thành phố Hồ Chí Minh do Đài Truyền hình Thành phố Hồ Chí Minh và Tổng cục Thể dục thể thao Việt Nam phối hợp tổ chức, diễn ra từ ngày 25 tháng 4 đến ngày 30 tháng 4 năm 1996. Cuộc đua gồm 6 chặng với tổng lộ trình 757 km, đi từ Thành phố Hồ Chí Minh qua các thành phố Phan Thiết, Phan Rang, Đà Lạt, Bảo Lộc và về lại Thành phố Hồ Chí Minh. Tổng cộng có 68 vận động viên đến từ 17 đội đua đã tham dự cuộc đua lần này.
Đây là lần đầu tiên cuộc đua có sự tham gia của các đội đua quốc tế, với đại diện là đội Viêng Chăn (Lào).

## Danh sách tham dự
Danh sách này không đầy đủ, bạn cũng có thể giúp mở rộng danh sách.
- Cảng Sài Gòn
- Khách sạn Thanh Bình
- An Giang
- Vĩnh Long
- Viêng Chăn

## Lộ trình và kết quả từng chặng
| Chặng | Ngày       | Đoạn đường                                         | Cự ly  | Nhất chặng                            |
| ----- | ---------- | -------------------------------------------------- | ------ | ------------------------------------- |
| 1     | 25 tháng 4 | Thành phố Hồ Chí Minh đi Phan Thiết (Bình Thuận)   | 179 km |                                       |
| 2     | 26 tháng 4 | Phan Thiết đi Phan Rang (Ninh Thuận)               | 147 km |                                       |
| 3     | 27 tháng 4 | Phan Rang đi Đà Lạt (Lâm Đồng, đèo Ngoạn Mục)      | 121 km | Võ Hải Thanh (Cảng Sài Gòn)           |
| 4     | 28 tháng 4 | Vòng đua hồ Xuân Hương (Đà Lạt) (10 vòng x 5,1 km) | 51 km  | Nguyễn Huy Hùng (Vĩnh Long)           |
| 5     | 29 tháng 4 | Đà Lạt đi Bảo Lộc (Lâm Đồng)                       | 101 km |                                       |
| 6     | 30 tháng 4 | Bảo Lộc đi Thành phố Hồ Chí Minh                   | 160 km | Phạm Hùng Quốc (Khách sạn Thanh Bình) |

## Xếp hạng chung cuộc
|               | Vận động viên  | Đội                  |
| ------------- | -------------- | -------------------- |
| Áo vàng       | Võ Hải Thanh   | Cảng Sài Gòn         |
| Áo chấm đỏ    | Võ Hải Thanh   | Cảng Sài Gòn         |
| Áo xanh       | Huỳnh Kim Hùng | Khách sạn Thanh Bình |
| Giải đồng đội | An Giang       | An Giang             |

## Nhà tài trợ
- Pepsi (Công ty nước giải khát quốc tế IBC)[2]